# 朱耀明
朱 耀明（しゅ ようめい、1944年1月10日 - ）は、香港のキリスト教牧師、民主発展網絡主席、香港市民愛国民主運動支援連合会常務委員。

## 天安門事件
1989年、司徒華の結成した香港市民愛国民主運動支援連合会に参加し副主席となる。六四天安門事件発生後、香港のマフィア・実業家からの要請を受け、事件に加わった学生や民主運動家の亡命を支援する「黄雀作戦」に参加。朱は学生・活動家、マフィア、英仏政府の調整役として亡命を支援し、作戦が終了する1997年の香港返還までの間に約400人の亡命に関与した。

## 中環占拠
2013年3月27日、戴耀廷・陳健民と連名で信念書を発表。香港政府が2017年に実施される行政長官選挙から民主派の立候補を排除する方針の撤回を求め、拒否された場合は中環を占拠しデモを実施すると宣言した。10月19日には台湾を訪れ、民主進歩党の施明徳元主席、林濁水と会談しデモ計画への支持を取り付けている。
2014年7月29日、香港政府の林鄭月娥政務司長と会談するが、交渉は決裂している。8月31日、中国全人代常務委員会が民主派を行政長官選挙から排除する方針を正式決定したことを受け、民主党や学生団体の学民思潮と連携し予定通りデモを実施すると宣言。9月9日には、戴・陳と共に中国政府の決定に抗議するため剃髪した。
9月28日、学生団体と警官隊が衝突したことを受け中環占拠デモが発動されるが、黄之鋒・周永康ら学生団体が主導権を握ったため、朱らの影響力は低下した。12月2日、朱は戴・陳と共に会見し、長期化により混乱する事態を打開するため自首することを表明。学生団体にデモ隊の撤収を呼びかけるが、学生団体はこれを拒否した。12月3日、朱らは自首するが1時間後には釈放され、在宅のまま取り調べが行われることになった。
2015年1月9日、朱らは違法集会を組織した容疑で出頭するように香港警察から要請を受けた。24日に戴・陳と共に自首したが、3時間後には釈放された。